# Sorbaria arborea
Espèce
Classification phylogénétique
La Sorbaire en arbre ou Fausse spirée arborescente (Sorbaria arborea) est une espèce de plantes à fleurs  de la famille des Rosaceae. C'est un arbuste ou petit arbre originaire de Chine.
Nom chinois : 高丛珍珠梅

## Description
La sorbaire en arbre a les caractéristiques suivantes :
- il s'agit d'un arbuste ou petit arbre, au feuillage caduc, pouvant atteindre dix mètres de haut ;
- il peut drageonner mais moins que Sorbaria sorbifolia ; de manière générale, son port est beaucoup plus arborescent que buissonnant, plus que chez les autres espèces de sorbaires ;
- les feuilles sont composées imparipennées ;
- les stipules sont persistants ;
- la floraison débute fin mai et se poursuit jusqu'en septembre ;
- les fleurs sont blanches, de moins d'un centimètre de diamètre, en panicules pyramidaux ;
- elles ont cinq sépales, cinq pétales, cinq pistils et de nombreuses étamines (20 à 30) (il s'agit d'une caractéristique générale de la famille) ;
- les étamines sont de deux à trois fois plus longues que les pétales (c'est la principale caractéristique de cette espèce ;
- les fruits sont des follicules déhiscents avec peu de graines (caractéristique de la sous-famille).

## Répartition et habitat
Cette espèce est originaire de Chine : Gansu, Guizhou, Hubei, Jiangxi, Shaanxi, Sichuan et Yunnan. Elle est largement répandue actuellement dans les pays à climat tempéré.
Son habitat naturel est semi-forestier, sur sol frais en milieu non aride. Elle prospère en lisière de forêts et en ripisylves.

## Position taxinomique
L'espèce a été décrite en 1905 par Camillo Karl Schneider à partir d'un échantillon récolté par Aimé Constant Fidèle Henry au Hubei en Chine et déposé à l'herbier Boissier.
Un synonyme est reconnu : Spiraea arborea (C.K.Schneid.) Bean, synonyme que William Jackson Bean a créé en 1916 en replaçant les espèces de Sorbaria dans le genre Spiraea.
L'index GRIN en fait un synonyme de Sorbaria kirilowii (Regel & Tiling) Maxim. mais n'est pas suivi en cela par le jardin botanique du Missouri ni par l'IPNI.
Des variétés botaniques sont reconnues :
- Sorbaria arborea var. dubia (C.K.Schneid.) C.Y.Wu (1974)
- Sorbaria arborea var. glabrata Rehder (1911) - synonyme : Spiraea arborea var. glabrata (Rehder) Bean
- Sorbaria arborea var. subtomentosa Rehder (1911)

## Utilisation
Cette espèce connaît un début de diffusion comme plante ornementale en France, pour sa floraison et sa robustesse (elle résiste à des températures de −25 °C).
Des variétés horticoles sont commercialisées dont :
- Sorbaria arborea 'Glauca' (feuillage purpurin au printemps)

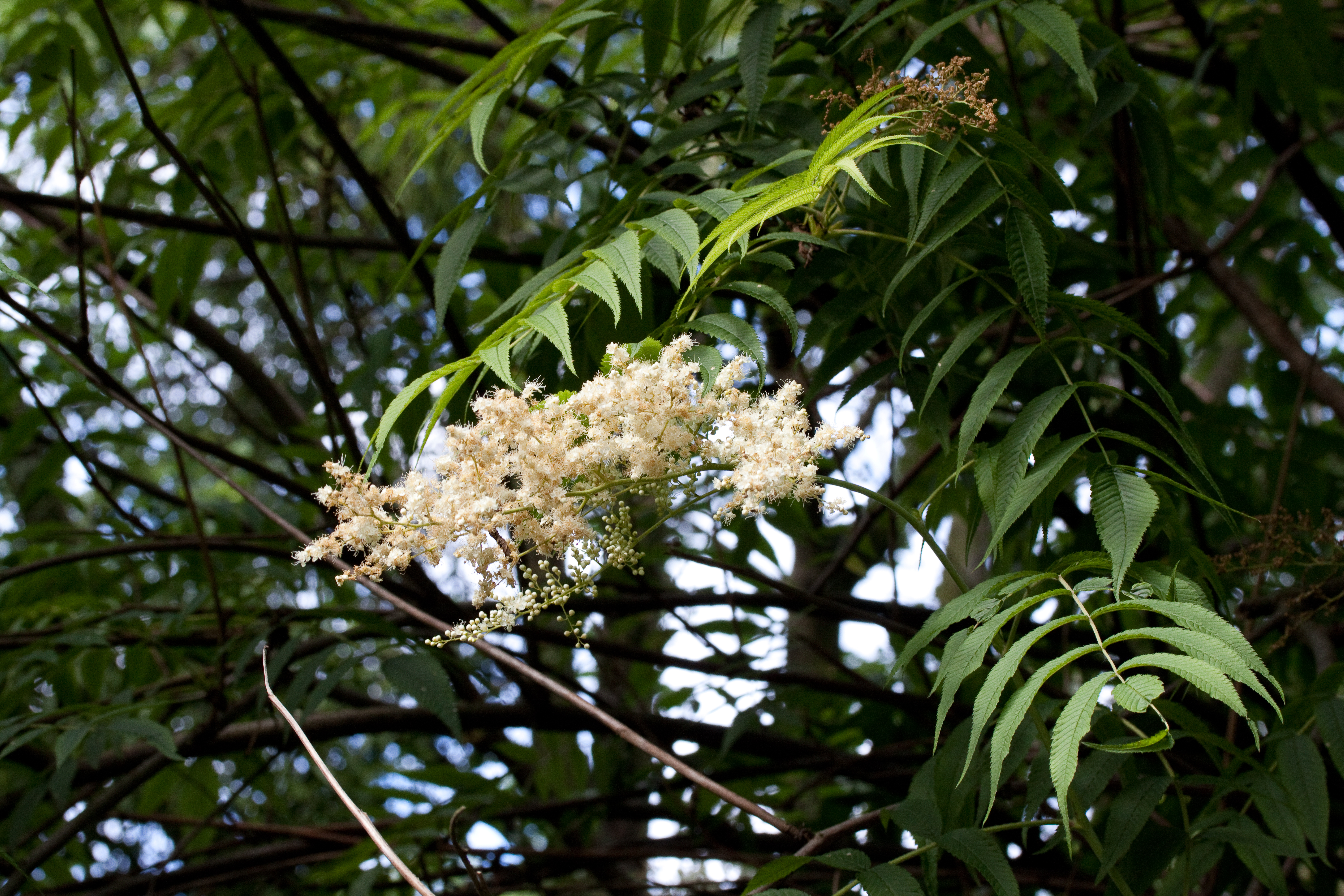
Fleurs.
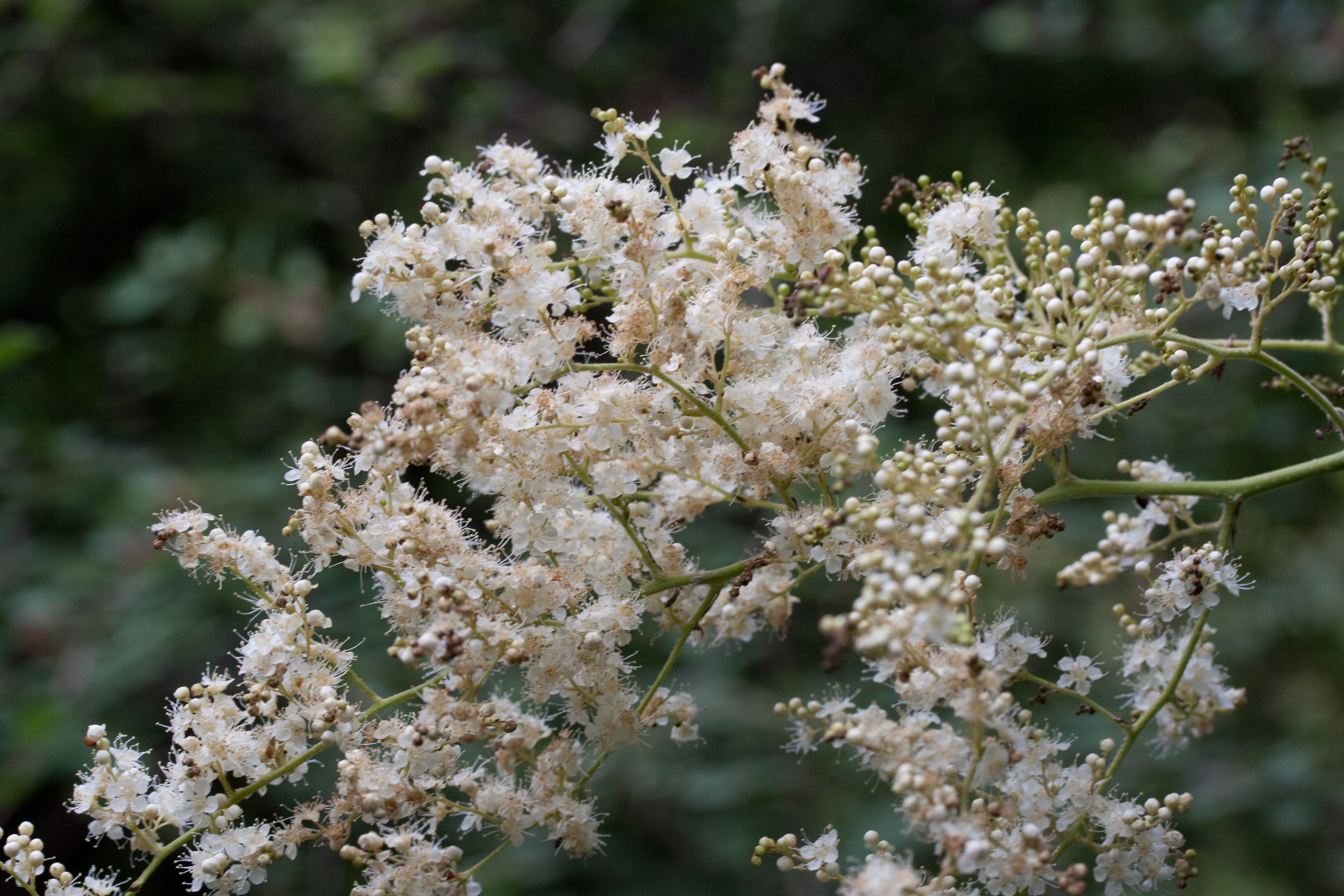
Fleurs.
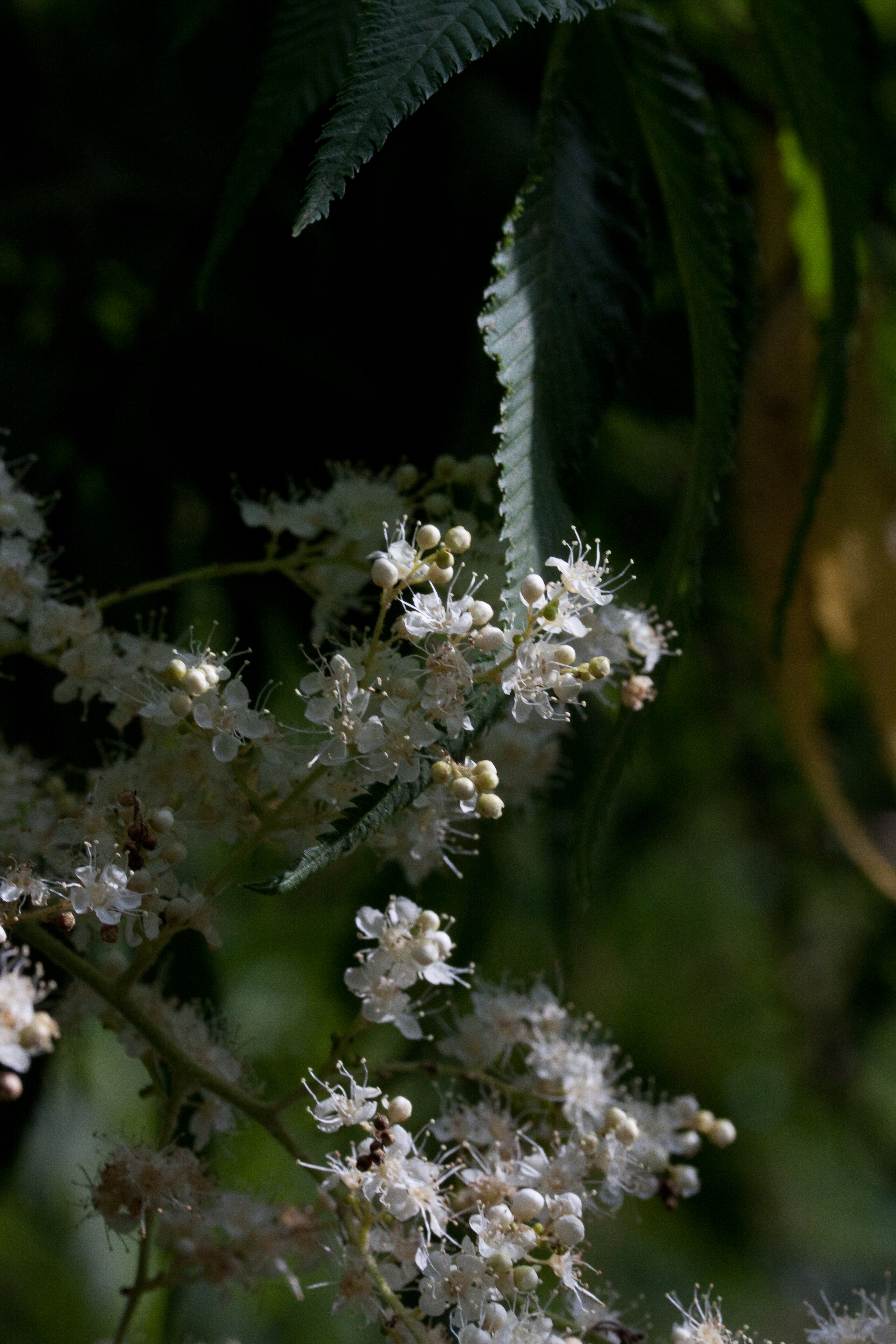
Fleurs.
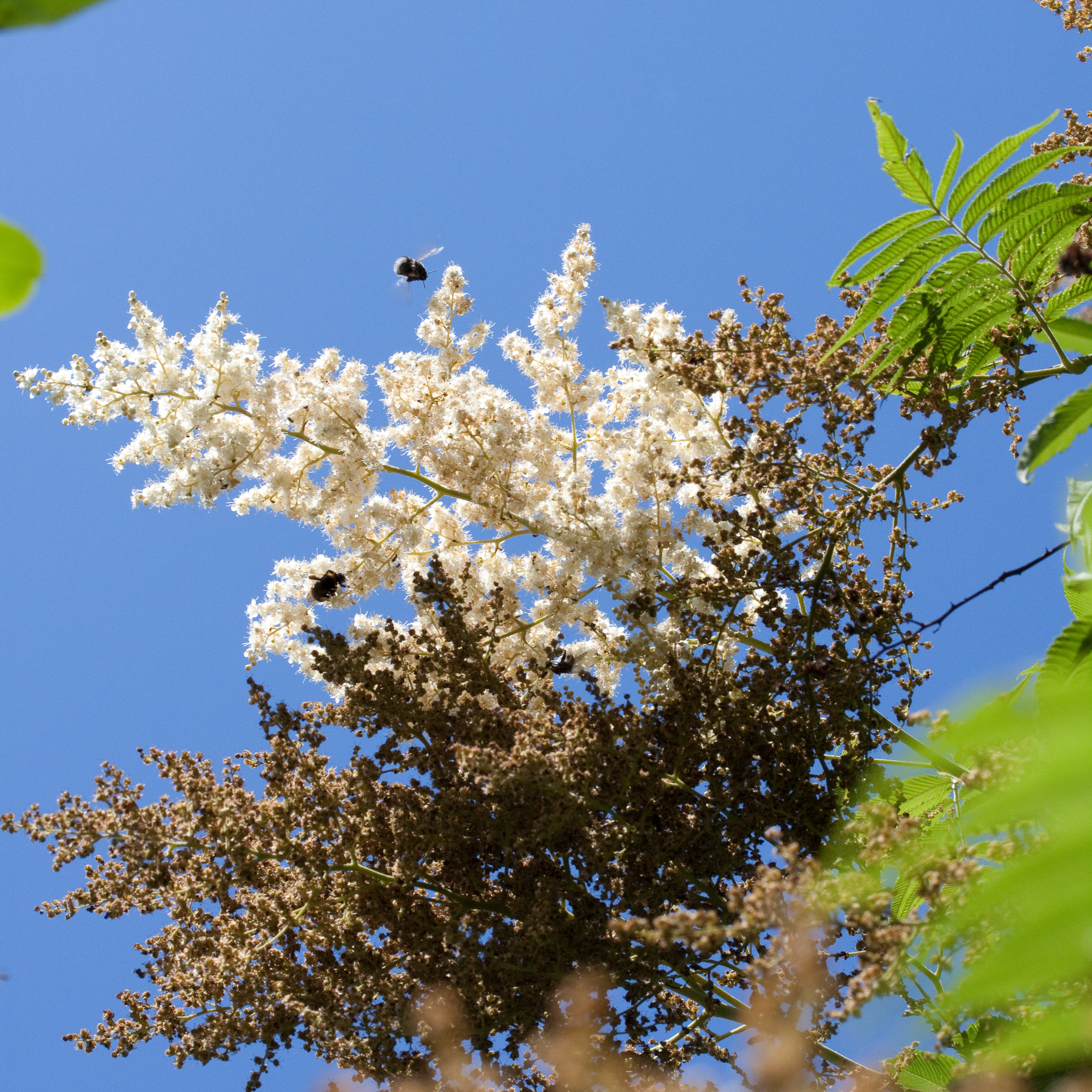
Fleurs.
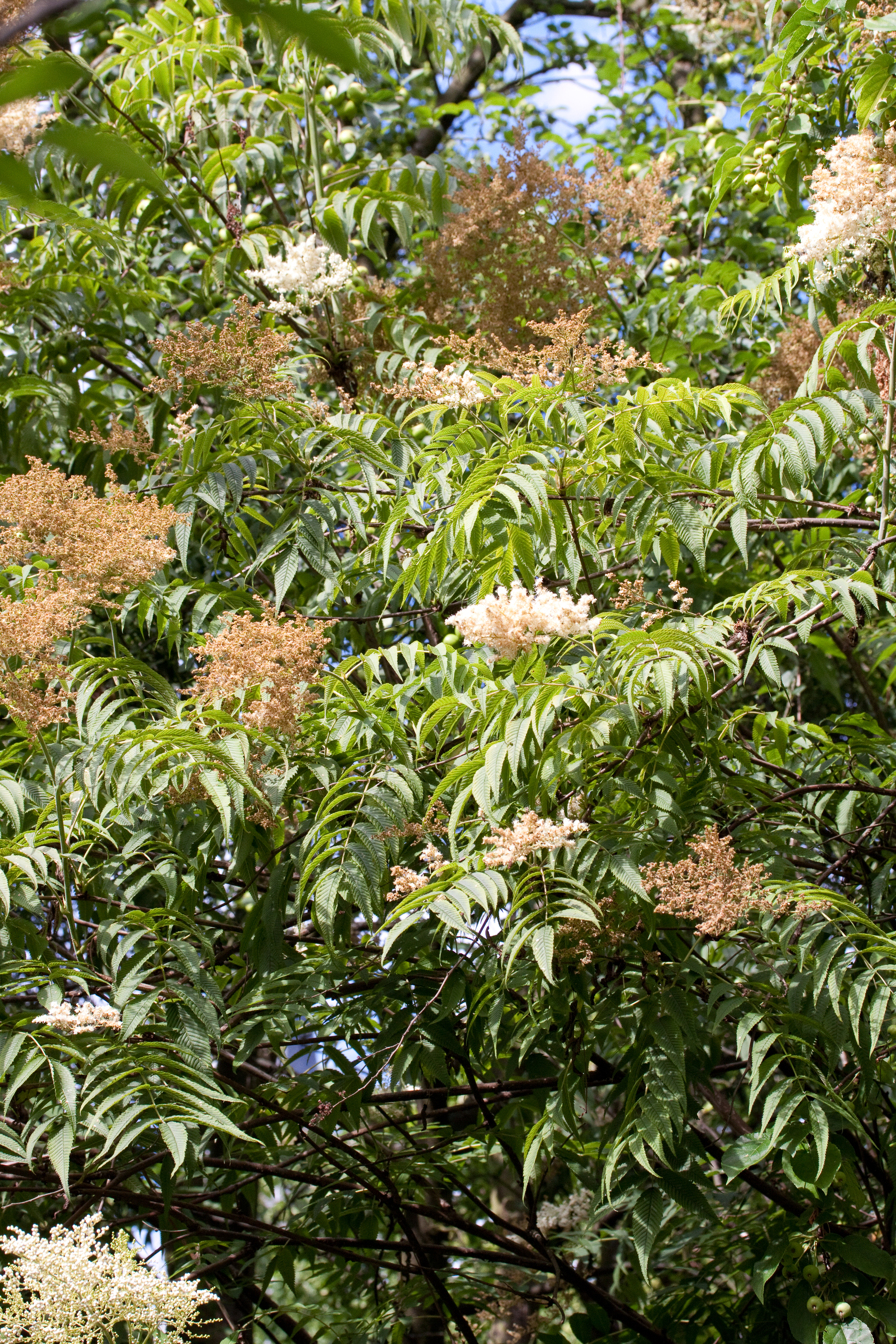
Floraison.
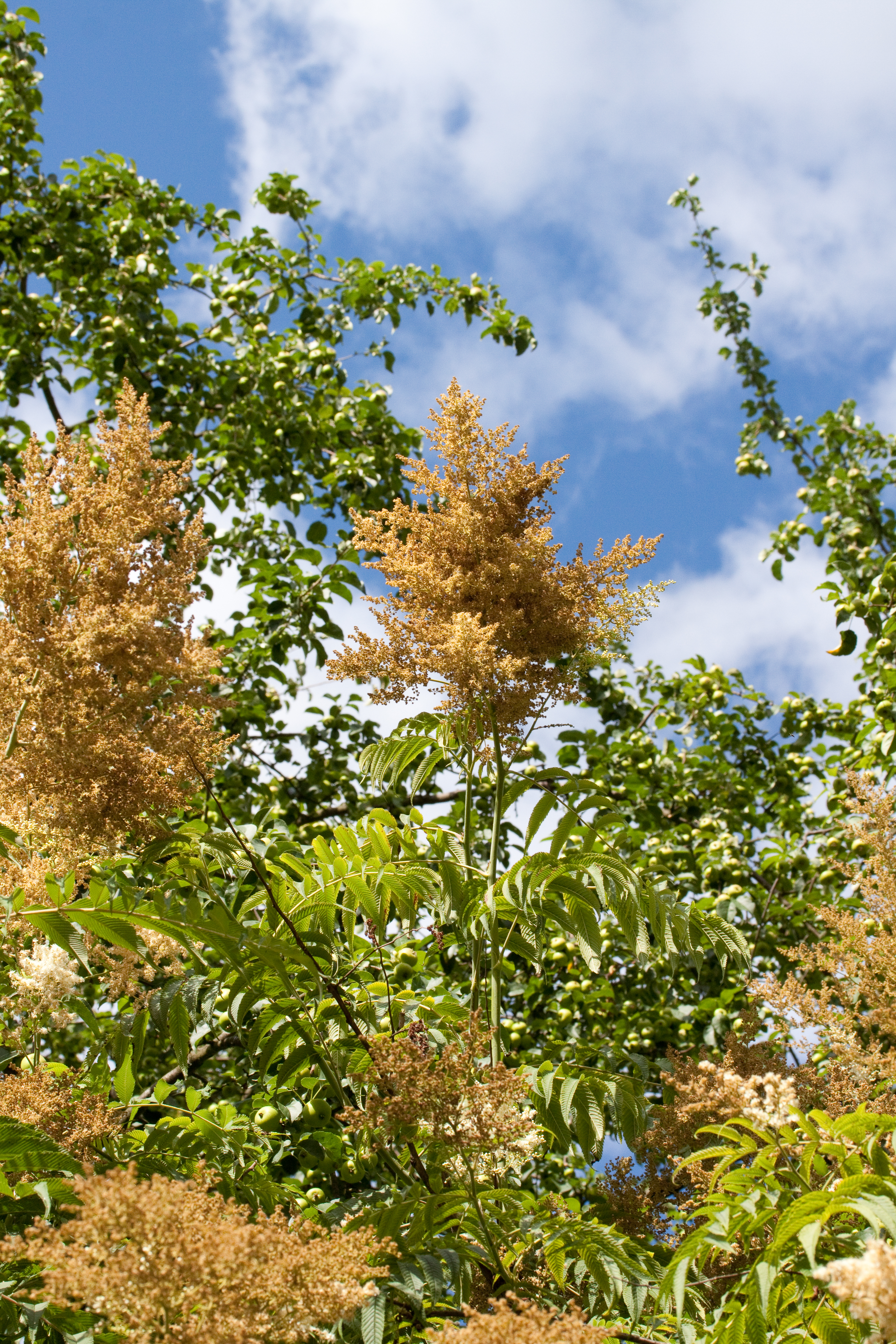
Panicules en fin de floraison.